# رابرت تاد کارول
رابرت تاد کارول، پی‌اچ‌دی. (به انگلیسی: Robert Todd Carroll) (زاده ۱۹۴۵) نویسنده آکادمیک آمریکایی است. کارول چندین کتاب و مقاله‌هایی دربارهٔ شک‌گرایی نوشته‌است. از کارهای شناخته‌شدهٔ او واژه‌نامه شک‌گرا در سال ۱۹۹۴ است.